# J・B・クラーマー& Co.
J・B・クラーマー& Co.（J. B. Cramer & Co.）はロンドンにかつて存在した楽器製造、楽譜出版、音楽販売業者である。1824年にヨハン・バプティスト・クラーマーによって創業された。ボンド・ストリートにあった建物は1964年に会社がケンブル& Co.に買収された時に閉鎖された。

## 歴史
1824年に音楽家のヨハン・バプティスト・クラーマーとRobert Addison、Thomas Frederick Bealeによって共同で創業され、「Cramer, Addison & Beale」と呼ばれていた。ヨハン・バプティスト・クラーマーは1833年末に事業への関与をやめ、1844年にAddisonはBealeとの協力関係を解消してRobert Hodsonとの事業を始めた。Robert Hodsonは以前ルイス・ヘンリー・ラベニューと協力関係にあった人物で、AddisonとHodsonはコンデュイット・ストリートの反対側のリージェント・ストリート210番地にあったCramer & Co.の道路の向こう側に「Addison & Hodson」を設立した。Cramer & Co. 社はその後Cramer, Beale & Co. と呼ばれた。次にウィリアム・チャペルがBaeleの事業に加わったが、1847年に関係を解消し、事業はThomas Bealeによって行った。チャペルは再び事業に加わったが、最終的に1861年に引退した。当時「Cramer, Beale & Chappell」という名称が出版物上で使用された。1862年、George WoodがBaeleとの事業に加わり、その期間は「Cramer, Beale & Wood」という名称が使われた。1864年までに、Baeleは会社を離れ、名称は「Cramer, Wood, & Co.」に変わった。
主な店舗はリージェント・ストリート201番地、コンデュイット・ストリート67番地、コンデュイット・ストリートとリージェント・ストリートの角にあった。この住所は1820年代から1890年代までこの会社との結び付きがあった。1873年に会社は「Cramer's Great City Warehouse」または「Cramer's City Warerooms」と呼ばれた展示場を開業した（最初はムーアゲート・ストリート43から46番地、後に40から42番地にも拡大した）。
1896年から1901年に主要な店舗はリージェント・ストリート207および209番地に移転し、その後1902年までにオックスフォード・ストリート126番地に移った。1912年、主要店舗はニューボンド・ストリート139番地に移され、1964年にピアノ製造会社ケンブル& Co.に買収されるまでここで営業を続けた。ケンブルは限られた期間「J. B. Cramer & Co.」ブランドを使い続けた。